# Tempête tropicale Danny (2009)
Pour les articles homonymes, voir Cyclone tropical Danny.
La tempête tropicale Danny est le cinquième système tropical de la saison 2009 dans le bassin Atlantique, et le quatrième ayant reçu un nom. Il s'est formé le 26 août au large des Bahamas à partir d'une onde tropicale venue de la côte africaine, sans passer par le stade de dépression tropicale, mais n'a pas rencontré des conditions favorables à son développement en ouragan. Le 29 août, Danny a été absorbé par une dépression des latitudes moyennes passant le long de la côte des états du nord-est des États-Unis et sur les provinces de l'Atlantique du Canada. Les restes de Danny ont laissé de fortes quantités de pluie dans ces régions, causant des inondations locales. Un jeune garçon s'est noyé en Caroline du Nord, loin de la tempête, emporté par les vagues en faisant du bodyboard.

## Évolution météorologique

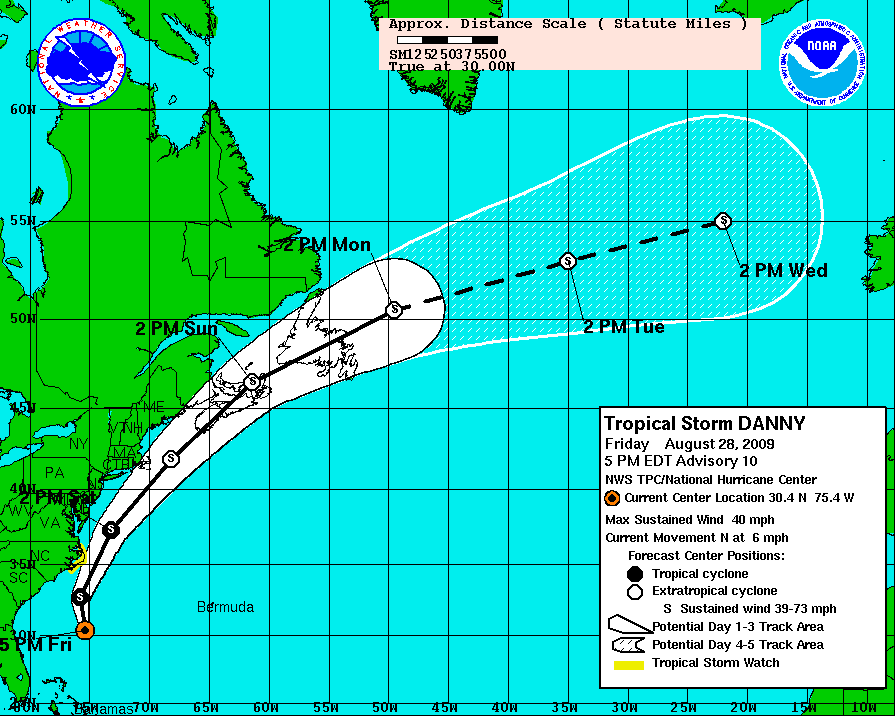
Trajectoire de la dépression post-tropicale

Une onde tropicale est sortie de la côte ouest de l'Afrique le 20 août et a commencé à montrer des signes de rotation cyclonique le jour suivant. Elle avait des orages épars et se dirigeait vers l'ouest,. Tôt le 22 août, la convection profonde s'est estompée légèrement car les conditions ne lui était pas favorables. La position du centre de la circulation était peu définie et les orages en demeuraient séparés au cours des jours suivants alors que la trajectoire du système prenait une direction plus vers le nord-ouest. Le 25 août, le cisaillement des vents commença à faiblir ce qui aida les orages à s'intensifier près de l'onde qui ne montrait toujours pas une circulation fermée.
Cette perturbation tropicale avec des orages peu organisés est finalement devenu une circulation fermée et une tempête tropicale à 715 km à l'est de Nassau aux Bahamas vers 15 TU le 26 août 2009. Cependant, selon le National Hurricane Center, les caractéristiques de Danny était seulement marginalement plus tropicales que subtropicales. Son organisation laissant à désirer, les premières estimations de son développement et de sa trajectoire était très incertaines. Un avion de reconnaissance envoyé en après-midi a rapporté qu'il n'y avait pas de bandes orageuses en son centre et que les plus forts vents, de 40 à 45 nœuds étaient à environ 200 km au nord de ce dernier.
Les 27 et 28 août, Danny a presque fait du surplace, se déplaçant seulement entre 3 et 10 km/h vers l'ouest-nord-ouest. Il montrait plus de convection mais son centre était difficilement distinguable et le système était peu profond,. Bien qu'à son élévation au statut de tempête tropicale les météorologues pensaient qu'il deviendrait un faible ouragan, en après-midi du 28, ils ne le pensait plus. Finalement en soirée, le système a commencé à accélérer vers le nord-nord-est à 19 km/h.
Le 29 août, Danny se joint au flux du sud-ouest d'un creux barométrique d'altitude, arrivant du continent nord-américain, lorsqu'il passe au large du Cap Hatteras. Le cisaillement des vents commence à défaire ses caractéristiques tropicales et il est absorbé en matinée par une dépression frontale venant de la Caroline du Nord pour devenir post-tropical. Le National Hurricane Center américain a cessé d'émettre des messages à propos de la tempête post-tropicale à ce moment mais les prévisionnistes du Centre canadien de prévision d'ouragan devaient continuer à émettre des bulletins jusqu'à sa sortie de leur zone de responsabilité le lundi 31 août. En effet, bien que devenu une dépression des latitudes moyennes, Danny était pour passer sur les provinces de l'Atlantique et donnerait beaucoup de pluie. Cependant, à la suite du passage de la dépression durant la nuit du 29 au 30 août sur la Nouvelle-Écosse et le manque de signal tropical, le dernier bulletin a été émis à 06 TU le dimanche.

## Impacts

### États-Unis
Un jeune garçon de douze ans a été emporté par les vagues causées par Danny en faisant du bodyboard le long de la côte de Caroline du Nord le 28 août. Son corps a été retrouvé le 1er septembre à environ 1,5 km de l'endroit où il avait disparu. Il est tombé de 40 à 100 mm de pluie de Cape Cod au sud du Maine.

### Canada
Il est tombé de 60 à 100 mm de pluie en Nouvelle-Écosse, dans le sud du Nouveau-Brunswick et à l’Île-du-Prince-Édouard. Ailleurs au Nouveau-Brunswick, il est tombé de 20 à 70 mm du nord au centre de la province. Le maximum de 108 mm a été signalé à Pointe Lepreau et à Saint-Jean (Nouveau-Brunswick). Parmi les autres les villes importantes de ces provinces, on a rapporté 106 mm à Charlottetown, 104 mm à Sydney (Nouvelle-Écosse), 91 mm à Moncton (Nouveau-Brunswick) et près de 80 mm à Halifax (Nouvelle-Écosse).
À Saint-Jean, plusieurs routes ont été fermées et au moins cinquante sous-sols de maisons ont été inondés par les pluies. Les restes de Danny ont également forcé l'évacuation d’une douzaine de logements situés dans des sous-sols inondés à Moncton et dans le comté de Hants, au Nord de Halifax en Nouvelle-Écosse, la rivière Nine Mile a débordé de près de trois mètres, inondant le camping Renfrew,.
Les vents ont été en général de 50 à 90 km/h dans les Provinces de l'Atlantique mais certaines stations en zone très exposées ou sur des îles ont eu des vents plus forts. Les vents maximums ont été ainsi signalés à l’Île Saint-Paul avec 113 km/h et à Grand-Étang 119 km/h en Nouvelle-Écosse, ainsi qu'à Wreckhouse à Terre-Neuve avec 152 km/h. Les vents ont causé des pannes de courant. Nova Scotia Power a signalé que 16 000 clients étaient sans électricité à Halifax, Sackville, Brigewater, Chester, Chéticamp, Truro, Windsor et Yarmouth après le passage de la dépression. Des pannes ont également été signalés à Monction au Nouveau-Brunswick.